# 略桑 (芒什省)
略桑（法語：Lieusaint，法語發音：[ljøsɛ̃] ⓘ）是法国芒什省的一个市镇，属于瑟堡区。

## 地理
略桑（49°28'30"N, 1°28'40"W）面积5.22 平方千米，位于法国诺曼底大区芒什省，该省份为法国西北部沿海省份，西、北、东北三面环大西洋，东起顺时针与卡爾瓦多斯省、奧恩省、马耶讷省和伊勒-维莱讷省接壤。
与略桑接壤的市镇（或旧市镇、城区）包括：瓦洛涅、科隆比、弗洛特芒维尔、莫维尔、伊沃托博卡日。

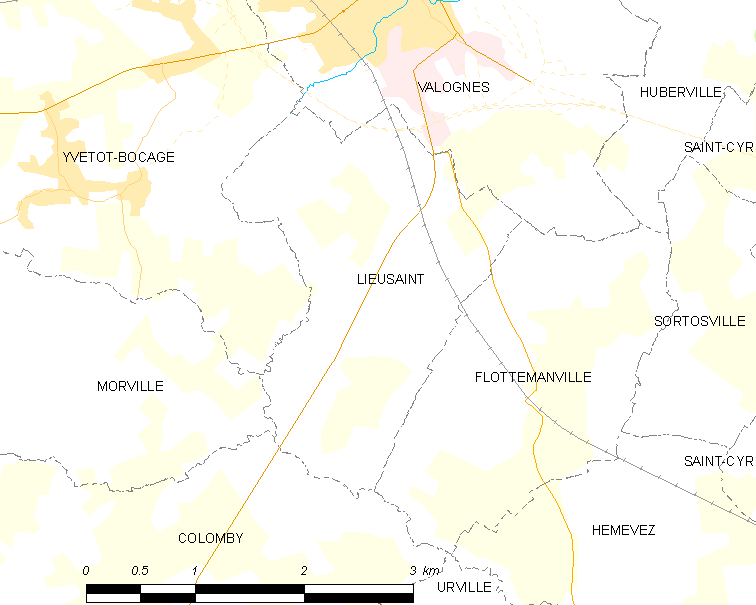
的OSM定位图

略桑的时区为UTC+01:00、UTC+02:00（夏令时）。

## 行政
略桑的邮政编码为50700，INSEE市镇编码为50270。

## 政治
略桑所属的省级选区为瓦洛涅县。

## 人口

1962-2008年间人口变化图示

略桑于2022年1月1日时的人口数量为400人。